# مجلس أمناء الثورة
مجلس أمناء الثورة هو كيان تم إعلانه خلال الثورة المصرية في يناير -فبراير 2011 حيث أعلن آلاف الشباب من أعضاء لجان إدارة ميدان التحرير في الفترة من 28 يناير، وحتى إعلان تخلي رئيس الجمهورية «محمد حسني مبارك» عن مسئوليته، عن تشكيل مجلس أمناء لثورة 25 يناير، يضم مجلس حكماء من الشخصيات العامة وثمانية من الشباب.

## تشكيل لجنة أمناء ثورة 25 يناير
ضم مجلس الحكماء الشخصيات التالية الدكتور صفوت حجازي، والدكتور محمد البلتاجي، والسفير عبد الله الأشعل، والمستشار زكريا عبد العزيز، والمهندس عزالدين الهوارى، والدكتور خالد عبد القادر عودة، والدكتور حسن نافعة، والإعلامى محمود سعد، والإعلامية بثينة كامل، والكابتن نادر السيد، والدكتورة منى مكرم عبيد، والأديب علاء الأسواني، والعميد صفوت الزيات، والدكتور سيف عبد الفتاح، والكاتب بلال فضل، والدكتور عصام ‘سكندر، وصبحي صالح، والدكتور حازم فاروق، والمستشار محمد فؤاد جاد الله عضواً شرفياً به.
وضم مجلس الأمناء ثمانية من الشباب هم: أحمد نجيب وسيد أبو العلا ومحمد عبد ربه ومحمد طمان وحمزة أبو عيشة وأحمد توفيق وبلال حامد ومحمد السيد ومصطفي معروف و عبدالله أحمد عبد ربه إمام ، ممثلون عن 21 شابًا من مسئولى لجان إدارة الميدان، يشكلون المكتب التنفيذى لمجلس الأمناء. ومنسقين المحافظات ومنهم أحمد رفعت منسق عام الشرقية ومحمد إبراهيم شكرى الفقى منسق عام الدقهلية وعلاء سليمان منسق عام الإسماعيلية وعلى الفقى منسق عام الغربية وعبد العزيز محمود منسق عام قنا ومحمد سرى منسق عام مرسى مطروح.
ضمَ مجلس الأمناء جمعية عمومية تضم الآلاف من الشباب الفاعلين في لجان إدارة ميدان التحرير وهي لجان الأمن، والإذاعة، والإعلام والتوثيق، والتنسيق الحضارى، والإعاشة، والتنسيقية بين الائتلافات الثورية والاخوان والحركات الثورية التي نشأت في الميدان والقوى السياسية والتي كان مقرها بالغرفة التنسيقية خلف شاشة العرض التي كانت تبث القنوات الفضائية الإخبارية على شاشتها والتي أُعتبرت المنصة الرئيسية المركزية لإعلام الميدان ولم تكن تابعة لأيةِ جهة أو حركة أو مجموعة وإنما كانت منسقة؛ بحيث تستوعب جميع الشخصيات والحركات وقوى السياسية والدينية وتحدث من عليها الكثير من القوى السياسية والتي كانت تعتبرها أيضاً منصة إعلامية جيدة.
حظي هذا الكيان بموافقة الجميع ولكن إعتبره البعض غير شرعي لأنه أقصى دورهم فيها عبر الإعلان عن أسماء عبر انتخابها ولكن لم يتم اعتباره الجهة الممثلة عن الشعب المصري ولكن حظي بقبول الكثيرين في جميع أنحاء مصر لما يتوافق مع مبدأ الثورة أولاً؛ متناسياً الخلافات والأفكار الخلافية؛ فأعضائه في الجمعية العمومية بها ممثلين عن الإخوان واليساريين وحزب التجمع وحزب الوسط ومستقلين؛ وهم الأغلبية الكبيرة به.

## عمل المجلس
ينسق «مجلس أمناء الثورة» الأعمال الميدانية (المليونيات) الكبيرة التي تحدث في الميدان عبر التنسيق بين أعمال كل جهات المجتمع المدني والشباب المستقل ذو الفكر البناء وعلى الرغم من قصر حظ الشباب به إلا أن الشباب هم من ينسقونه ويقومون بأعمال التنظيم والتخطيط والإدارة للمليونيات عن طريق اللجنة التنسيقية لجماهير الثورة والتي قد أُذيع البيان الأول لها على يد الأستاذ «أحمد نجيب» البيان الأول لجماهير الثورة المصرية، وكتب البيان العضو الشرفي المستشار «محمد فؤاد جاد الله».
كما قامت اللجنة التنسيقية الخاصة بهم مؤخراً بالانتشار علي صفحات مواقع التواصل الاجتماعي «فيس بوك» و«تويتر»؛ وذلك بعد قيامهم باجتذاب معجبيهم ومؤيديهم من مختلف محافظات جمهورية مصر العربية وأيضاً من العرب المتابعين للثورة المصرية أو المصريين المغتربين.
[مجلس أمناء الثورة علي تويتر https://twitter.com/Omanaa25]
[مجلس أمناء الثورة علي فيس بوك http://www.facebook.com/omanaa25]